# Libro de mecanismos ingeniosos

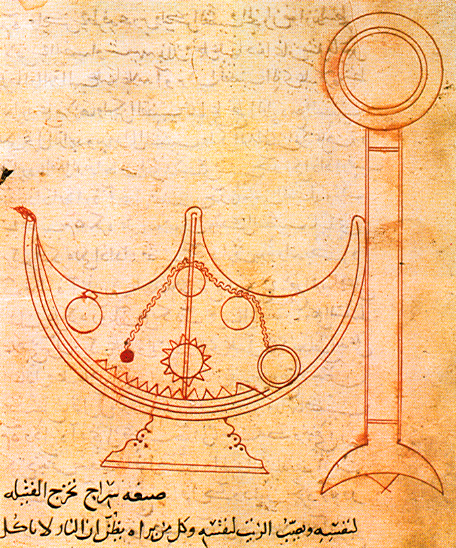
Dibujo de la lámpara auto-rellenable en el tratado de Ahmad ibn Mūsā ibn Shākir.

El Libro de Mecanismos Ingeniosos (Árabe: كتاب الحيل Kitab al-Hiyal) es una obra de mecánica, generosamente ilustrada, publicada en 850 por tres hermanos persas, llamados los Banū Mūsā (Ahmad, Muhammad y Hasan bin Musa ibn Shakir) que trabajaban en la Casa de la Sabiduría (Bayt al-Hikmah) de Bagdad, en el reinado del califa abasí Al-Mutawakkil. Describe un centenar de mecanismos y autómatas, y como emplearlos.
El libro fue un encargo del califa Al-Mamún, que dio instrucciones a los Banu Musa para recopilar todo el saber al respecto de las diversas obras grecolatinas que se habían conservado. Algunos de los artefactos se inspiraban en las obras de Herón de Alejandría y Filón de Bizancio, así como en la antigua Persia, China e India. Otros muchos fueron invenciones de los propios hermanos Banu Musa.